# Wrestle Kingdom 17
Wrestle Kingdom 17 fue la decimoséptima edición de Wrestle Kingdom, un evento de lucha libre profesional (o puroresu) promovido por New Japan Pro-Wrestling (NJPW) que se llevó a cabo el 4 de enero de 2023 en la ciudad de Tokio, Japón en el recinto deportivo del Tokyo Dome, y el 21 de enero de 2023 en la ciudad de Yokohama, Japón en el Yokohama Arena. El 6 de enero de 2023 se anunció que el Día 2 contaría con participación de luchadores de la promoción Pro Wrestling NOAH. 

## Producción
Wrestle Kingdom es considerado el evento insignia de New Japan Pro-Wrestling, y que continúa la tradición anual (proveniente desde 1992) de la empresa nipona en efectuar un evento en el Tokyo Dome, el 4 de enero de cada año como una celebración del Año Nuevo.
Debido a su legado, este evento ha sido descrito como un equivalente de WrestleMania en Japón en cuanto a su alcance en la lucha libre profesional.
El evento se anunció oficialmente el 18 de agosto de 2022, durante la final del G1 Climax 32. Desde 2019, regresó como un evento de un solo día en el Tokyo Dome, ya que los eventos de Wrestle Kingdom de años anteriores se llevaron a cabo en dos días. Sin embargo, el 24 de noviembre de 2022, se añadió una nueva jornada del evento para el 21 de enero en la ciudad de Yokohama en el Yokohama Arena,  al igual que la edición del año pasado, la cual también consistiría en una cartelera dedicada a la competencia entre NJPW y Pro Wrestling NOAH.
El evento rindió homenaje al fundador de la compañía Antonio Inoki, fallecido el 1 de octubre de 2022.

## Resultados

#### Día 1: 4 de enero
En paréntesis se indica el tiempo de cada combate:
- Pre-Show: Oleg Boltin y Ryohei Oiwa empataron sin resultado (3:00).
  - La lucha resultó en empate cuando superó el tiempo de límite de los 3 minutos reglamentarios.
- Pre-Show: Toru Yano, Shingo Takagi, Great-O-Khan y SHO ganaron el New Japan Rumble y avanzaron a la final por el Campeonato KOPW 2023 (30:37). 
  - Los otros participantes fueron: Hikuleo, EVIL, Tomohiro Ishii, DOUKI, Rocky Romero, KENTA, Yoshinobu Kanemaru, Aaron Henare, Ryusuke Taguchi, Jeff Cobb, Shane Haste, Mikey Nicholls, Yujiro Takahashi, El Phantasmo y Taichi.
- Pre-Show: Yuji Nagata, Satoshi Kojima y Togi Makabe derrotaron a Tiger Mask IV, Minoru Suzuki y Tatsumi Fujinami en un Antonio Inoki Memorial Match (9:10).
  - Nagata cubrió a Tiger Mask IV con un «Roll-Up».
- Catch 2/2 (Francesco Akira & TJP) derrotaron a CHAOS (Lio Rush & YOH) y retuvieron el Campeonato en Parejas Peso Pesado Junior de la IWGP (10:29).
  - TJP cubrió a YOH después de un «Neck Lock».
- KAIRI derrotó a Tam Nakano y retuvo el Campeonato Femenino de la IWGP (5:47).	
  - KAIRI cubrió a Nakano después de un «Insane Elbow».
  - Después de la lucha, Mercedes Moné hizo su debut atacando a KAIRI.
- Bishamon (Hirooki Goto & Yoshi-Hashi) derrotaron a FTR (Cash Wheeler & Dax Harwood) y ganaron el Campeonato en Parejas de la IWGP (10:10). 
  - Yoshi-Hashi cubrió a Harwood después de un «Shoto».
  - Después de la lucha, ambos equipos se dieron la mano en señal de respeto.
- Zack Sabre Jr. derrotó a Ren Narita y ganó el inaugural Campeonato Televisivo de NJPW World (10:32).	
  - Sabre forzó a Narita a rendirse con un «Arm Lock Cross Hold».
  - Después de la lucha, Sabre se unió a TMDK.
- Tama Tonga (con Jado) derrotó a Karl Anderson y ganó el Campeonato de Peso Abierto NEVER (9:36).
  - Tonga cubrió a Anderson después de un «Gun Stun».
- Shota Umino, Hiroshi Tanahashi y Keiji Mutō derrotaron a Los Ingobernables de Japón (BUSHI, SANADA & Tetsuya Naito) (9:20).
  - Umino cubrió a BUSHI después de un «Death Rider».
  - Esta fue la última lucha de Mutō en NJPW.
- Hiromu Takahashi derrotó a Taiji Ishimori (c), El Desperado y Master Wato y ganó el Campeonato Peso Pesado Junior de la IWGP (16:43).
  - Takahashi cubrió a Wato después de un «Time Bomb II».
- Kenny Omega (con Don Callis) derrotó a Will Ospreay (con Great-O-Khan, Jeff Cobb, Aaron Henare, Francesco Akira & TJP) y ganó el Campeonato Peso Pesado de los Estados Unidos de la IWGP (34:38).
  - Omega cubrió a Ospreay después de un «One Winged Angel».
  - Este fue el regreso de Omega a NJPW después de 4 años de ausencia.
  - Esta lucha fue calificada con 6.25 estrellas por el periodista Dave Meltzer.
- Kazuchika Okada derrotó a Jay White (con Gedo) y ganó el Campeonato Mundial Peso Pesado de la IWGP (33:03).
  - Okada cubrió a White después de un «Rainmaker».
  - Durante la lucha, Gedo interfirió a favor de White.
  - Después de la lucha, Shingo Takagi confrontó a Okada.
  - Antes de finalizar el evento, Okada rindió homenaje a Antonio Inoki.

#### Día 2: 21 de enero
En paréntesis se indica el tiempo de cada combate:
- Pre-Show: Ryohei Oiwa y Kosei Fujita derrotaron a Yasutaka Yano y Taishi Ozawa (12:12). 
  - Fujita forzó a Ozawa a rendirse con un «Boston Crab».
  - Después de la lucha, Fujita y Yano se atacaron.
  - Como resultado, NJPW se puso 1-0 sobre NOAH.
- Pre-Show: Masa Kiyamiya y Daiki Inaba derotaron a Tomohiro Ishii y Oskar Leube (10:28).  
  - Kiyamiya forzó a Leube a rendirse con un «Prision Lock».
  - Como resultado, NOAH empató el marcador 1-1.
- Hiroshi Tanahashi, Takashi Sugiura, Satoshi Kojima & Toru Yano derrotaron al Bullet Club (KENTA, El Phantasmo & Gedo) y Naomichi Marufuji (12:20). 
  - Yano cubrió a Gedo después de un «Low Blow».
  - Antes de la lucha, Tanahashi y Marufuji encabezaron un tributo junto a los demás luchadores de NJPW y NOAH en memoria de Jay Briscoe.
- El Desperado derrotó a YO-HEY (10:57). 
  - El Desperado forzó a YO-HEY a rendirse con un «Numero Dos».
  - Como resultado, NJPW se puso 2-1 sobre NOAH.
- AMAKUSA, Alejandro & Junta Miyawaki derrotaron a Ryusuke Taguchi, Tiger Mask IV & Master Wato (9:37).  
  - AMAKUSA cubrió a Tiger Mask después de un «Inverted Corkscrew Swanton Bomb».
  - Como resultado, NOAH empató el marcador 2-2.
- El Campeón Mundial Peso Pesado de la IWGP Kazuchika Okada y Togi Makabe vs. El Campeón Peso Pesado de la GHC Kaito Kiyomiya y Yoshiki Inamura acabó sin resultado (6:35).  
  - La lucha terminó después de que Okada y Kiyomiya se siguieran atacando en ringside después del conteo del árbitro.
  - Después de la lucha, Kiyomiya retó a Okada a una lucha campeón vs. campeón.
  - Como resultado, el marcador se mantuvo en un 2-2.
- L. I. J. vs. Kongo Match #1: Tadasuke derrotó a BUSHI (11:09).
  - Tadasuke cubrió a BUSHI con un «Roll Up».
  - Después de la lucha, ambos luchadores se siguieron atacando.
  - Como resultado, NOAH se puso 3-2 sobre NJPW y Kongo se puso 1-0 ante Los Ingobernables de Japón.
- L. I. J. vs. Kongo Match #2: Hiromu Takahashi derrotó a Hajime Ohara (13:05).
  - Takahashi cubrió a Ohara después de un «Time Bomb II».
  - Como resultado, NJPW empató el marcador 3-3 ante NOAH, y Los Ingobernables de Japón empataron 1-1 ante Kongo.
- L. I. J. vs. Kongo Match #3: Manabu Soya derrotó a SANADA (13:57).  
  - Soya cubrió a SANADA después de un «Ballistic».
  - Como resultado, NOAH se puso 4-3 sobre NJPW y Kongo se puso 2-1 ante Los Ingobernables de Japón.
- L. I. J. vs. Kongo Match #4: Shingo Takagi derrotó a  Katsuhiko Nakajima (18:28). 
  - Takagi cubrió a Nakajima después de un  «Last of the Dragon».
  - Como resultado, NJPW empató el marcador 4-4 ante NOAH, y Los Ingobernables de Japón empataron 2-2 ante Kongo.
- L. I. J. vs. Kongo Match #5: Tetsuya Naito derrotó a KENOH (26:57). 
  - Naito cubrió a KENOH después de un  «Destino».
  - Como resultado, NJPW venció a NOAH con un marcador final de 5-4, y Los Ingobernables de Japón derrotaron 3-2 a Kongo.
  - Después de la lucha, Keiji Mutō apareció y eligió a Naito como rival para su lucha de retiro el 21 de febrero en el Tokyo Dome.